# Trochosa tristicula
Trochosa tristicula este o specie de păianjeni din genul Trochosa, familia Lycosidae. A fost descrisă pentru prima dată de L. Koch, 1877. Conține o singură subspecie: T. t. phegeia.